# Paróquia São Sebastião (Gama)
A Paróquia São Sebastião é uma Igreja Católica Apostólica Romana, situada em Gama, no Distrito Federal. Inaugurada em 5 de agosto de 1964, é a mais antiga paróquia da região administrativa. e leva o mesmo nome do padroeiro local, definido pelo terceiro arcebispo militar do Brasil, Dom Geraldo do Espírito Santo Ávila.

A pintura de Eliseu Visconti, representando São Sebastião, o santo que nomeia a paróquia mais antiga de Gama.